# راي مونك
راي مونك (بالإنجليزية: Ray Monk)‏ هو فيلسوف بريطاني، ولد في 15 فبراير 1957.